# Knogled
| Fingerlederna med ligament. Volar vy.                                                    | Fingerlederna med ligament. Ulnar vy. |
| Fingerlederna med ligament. Volar och ulnar vy. Illustration: Gray's Anatomy, 1918. (PD) |                                       |

Knogled, metakarpofalangealled, MCP-led (latin: articulatio(nes) metacarpophalangeae) är, i människans kropp, en led mellan ett av fingrarnas (digiti manus) grundfalanger och mellanhandens (metacarpus) ben (metakarpalben). Knoglederna medger flexion (böjning) på 90° och extension (sträckning) på 45° samt abduktion och adduktion vilket sammantaget även medger cirkumduktion (rotation). 
Denna artikel behandlar de fyra ulnara fingrarnas MCP-leder. Se även tumme.
Knoglederna är av typen Synovialled, inskränkta kulleder som bildas mellan metakarpalbenens runda ledhuvuden och grundfalangernas grunda ledpannor. Ledhuvudena har formen av ett halvklot med avskurna sidor. Deras ledytor är riktade palmart (mot handflatan) och är bredare och mer krökta i denna riktning. Grundfalangernas ledpannor är ovala och betydligt mindre än ledhuvudena. Detta gör fingrarnas betydligt rörligare i extenderat läge än i flexerat och av denna anledning söker och känner vi i regel med utsträckta fingrar.
Ledkapslarna är slappa och man kan i regel dra i lederna så att ledytorna släpper från varandra. Om det då knäpper i lederna beror detta vanligen på att gasbubblor bildas i ledkapslarna då elastisk energi frigörs.
Varje knogled förstärks av ett volart/palmart ligament och två kollateralligament.
På ledernas palmarsida finns tjocka, kraftiga, fibrösa ligament (ligamenta palmaris) som är löst bundna till metakarpalbenen men sitter ordentlig fast i grundfalangernas bas. Dessa ligamenten har superficiella, djupa fåror genom vilka flexorsenorna löper. Profunt är ligamenten konkava för att kunna uppta ledhuvudena vid extension.
De palmara ligamenten är förbundna med intilliggande metakarpalben genom tvärgående ligament (ligamentum metacarpeum transversum profundum) som förenar de fyra ulnara fingrarnas metakarpalben.
På ledkapslarnas båda sidor finns starka, rundade ligament (ligamenta collateralia). Dessa ligament sträcker sig från metakarpalbenens dorsala sidor till grundfalangernas ventrala, vilket ger ledernas anatomiska grundställning med lätt extenderade fingrar.